# Kargı
Kargı ist eine Stadt und ein Landkreis in der Provinz Çorum in der Schwarzmeerregion der Türkei. Die Stadt liegt 116 km nordwestlich der Provinzhauptstadt Çorum. Die Kreisstadt beherbergt mehr als ein Drittel (2020: 36,9 %) der Bevölkerung des Landkreises. Kargı liegt im Flusstal des Kızılırmak auf 400 m über dem Meeresspiegel. Nach Norden hin steigt das Gelände bis 2.084 m. Die erste bekannte Besiedlung der Stadt Kargı fand vor 1500 Jahren statt. Die Siedlung war in der Antike als Blaene bekannt.

## Landkreis
Der Landkreis liegt im Norden der Provinz und grenzt im Westen und Nordwesten an die Provinz Kastamonu, im Nordosten an die Provinz Sinop. Im Süden und Südosten bilden die Kreise Osmancık und İskilip die interne Grenze.
Der Landkreis Kargı entstand aus der ehemaligen Nahiye von Tosya im Jahr 1936 (damals Kastamonu). 1953 wechselte der Landkreis in die Provinz Çorum. Er besteht derzeit neben der Kreisstadt aus 58 Dörfern (Köy) mit durchschnittlich 168 Bewohnern. Das größte Dorf heißt Hacıhamza und hat 839 Einwohner. Der Kreis hat mit 13 Einwohnern je Quadratkilometer die niedrigste Bevölkerungsdichte der Provinz (Provinzschnitt: 43 Einwohner je km²).

## Wirtschaft
Der Landkreis ist bekannt für den Anbau von hochwertigem Reis und Okra und für die Herstellung einer bestimmten Art von Milch und von krümeligem Ziegenkäse, bekannt als Tulum Peyniri.